# Ophiocamax brevicetra
Ophiocamax brevicetra är en ormstjärneart som beskrevs av Baker 1974. Ophiocamax brevicetra ingår i släktet Ophiocamax och familjen knotterormstjärnor. Inga underarter finns listade i Catalogue of Life.